# Doberdò del Lago
Doberdò del Lago är en ort och kommun i regionen Friuli-Venezia Giulia i Italien och tillhörde tidigare även provinsen Gorizia som upphörde 2017. Kommunen hade 1 364 invånare (2018).